# Ginnastica ai Giochi della XXII Olimpiade
Le gare di ginnastica ai Giochi della XXII Olimpiade si svolsero dal 20 al 25 luglio 1980 presso il Palazzo dello sport dello Stadio Lenin di Mosca.

## Podi

### Uomini
| Evento                           | Oro | Punti   | Argento                                                                                                | Punti   | Bronzo                                                                                        | Punti   |
| Concorso a squadre (dettagli)    | Unione Sovietica Nikolaj Andrianov Eduard Azaryan Aleksandr Ditjatin Bohdan Makuc Vladimir Markelov Aleksandr Tkačëv | 589,60  | Germania Est Ralf-Peter Hemmann Lutz Hoffmann Lutz Mack Michael Nikolay Andreas Bronst Roland Brückner | 581,15  | Ungheria Ferenc Donáth György Guczoghy Zoltán Kelemen Péter Kovács Zoltán Magyar István Vámos | 575,00  |
| Concorso individuale (dettagli)  | Aleksandr Ditjatin                                                                                                   | 118,650 | Nikolaj Andrianov                                                                                      | 118,225 | Stojan Delčev                                                                                 | 118,000 |
| Corpo libero (dettagli)          | Roland Brückner | 19,750  | Nikolaj Andrianov                                                                                      | 19,725  | Aleksandr Ditjatin                                                                            | 19,700  |
| Cavallo con maniglie (dettagli)  | Zoltán Magyar | 19,925  | Aleksandr Ditjatin                                                                                     | 19,800  | Michael Nikolay                                                                               | 19,775  |
| Anelli (dettagli)                | Aleksandr Ditjatin                                                                                                   | 19,875  | Aleksandr Tkačëv                                                                                       | 19,725  | Jiří Tabák                                                                                    | 19,600  |
| Volteggio (dettagli)             | Nikolaj Andrianov | 19,825  | Aleksandr Ditjatin                                                                                     | 19,800  | Roland Brückner                                                                               | 19,775  |
| Parallele simmetriche (dettagli) | Aleksandr Tkačëv | 19,775  | Aleksandr Ditjatin                                                                                     | 19,750  | Roland Brückner                                                                               | 19,650  |
| Sbarra (dettagli)                | Stojan Delčev | 19,825  | Aleksandr Ditjatin                                                                                     | 19,900  | Nikolaj Andrianov                                                                             | 19,675  |

### Donne
| Evento                            | Oro | Punti  | Argento                                                                                                | Punti         | Bronzo                                                                                          | Punti         |
| Concorso a squadre (dettagli)     | Unione Sovietica Elena Davydova Maria Filatova Nelli Kim Yelena Naimushina Natal'ja Šapošnikova Stella Zakharova | 394,90 | Romania Nadia Comăneci Rodica Dunca Emilia Eberle Cristina Elena Grigoraș Melita Ruhn Dumitrița Turner | 394,125       | Germania Est Maxi Gnauck Silvia Hindorff Steffi Kräker Katharina Rensch Karola Sube Birgit Süss | 390,875       |
| Concorso individuale (dettagli)   | Elena Davydova                                                                                                   | 79,150 | Maxi Gnauck Nadia Comăneci                                                                             | 79,075        | Non assegnato                                                                                   | Non assegnato |
| Volteggio (dettagli)              | Natal'ja Šapošnikova                                                                                             | 19,725 | Steffi Kräker                                                                                          | 19,675        | Melita Ruhn                                                                                     | 19,650        |
| Parallele asimmetriche (dettagli) | Maxi Gnauck | 19,875 | Emilia Eberle                                                                                          | 19,850        | Steffi Kräker Melita Ruhn Marija Filatova                                                       | 19,775        |
| Trave (dettagli)                  | Nadia Comăneci                                                                                                   | 19,800 | Elena Davydova                                                                                         | 19,750        | Natal'ja Šapošnikova                                                                            | 19,725        |
| Corpo libero (dettagli)           | Nadia Comăneci Nelli Kim                                                                                         | 19,875 | Non assegnato                                                                                          | Non assegnato | Natal'ja Šapošnikova Maxi Gnauck                                                                | 19,825        |

## Medagliere
| Pos.   | Paese            | Oro | Argento | Bronzo | Totale |
| ------ | ---------------- | --- | ------- | ------ | ------ |
| 1      | Unione Sovietica | 9   | 8       | 5      | 22     |
| 2      | Germania Est     | 2   | 3       | 6      | 11     |
| 3      | Romania          | 2   | 3       | 2      | 7      |
| 4      | Bulgaria         | 1   | 0       | 1      | 2      |
| 4      | Ungheria         | 1   | 0       | 1      | 2      |
| 6      | Cecoslovacchia   | 0   | 0       | 1      | 1      |
| Totale | Totale           | 15  | 14      | 16     | 45     |